# Semljicola arcticus
Semljicola arcticus är en spindelart som först beskrevs av Kirill Yeskov 1989.  Semljicola arcticus ingår i släktet Semljicola och familjen täckvävarspindlar. Inga underarter finns listade i Catalogue of Life.